# Šulinci
Šulinci – wieś w Słowenii, w gminie Gornji Petrovci. W 2018 roku liczyła 161 mieszkańców.